# 阿爾貝托·貝勒雷斯·岡薩雷斯
阿爾貝托·貝勒雷斯·岡薩雷斯（西班牙語：Alberto Baillères González，1931年8月22日—2022年2月2日）是一位墨西哥億萬富翁商人。據《福布斯》報導，截至2021年，他的淨資產估計為101億美元。他是BAL集團和墨西哥管理學院的主席。